# Mandrake Root
Mandrake Root (с англ. — «корень мандрагоры») — композиция группы Deep Purple из первого альбома Shades of Deep Purple. Композиционно состоит из двух частей: более медленной со словами, начинающейся с гитарных риффов, навеянных хендриксовской «Foxy Lady», и более быстрой без пения.
Альбомная версия данной композиции длится 6 минут, но на концертах она звучала дольше за счёт удлинения инструментальной части. Самая продолжительная концертная запись данной композиции длится более 30 минут.
Данная композиция одна из немногих, сочинённых первым составом и надолго задержавшаяся в сэт-листах Mk II. Перестала исполняться группой с 1972 года, однако импровизационная часть из неё позже «всплывала» при исполнении на концертах песни «Space Truckin'».